# Trdnjava Džaisalmer
Trdnjava Džaisalmer stoji v mestu Džaisalmer v indijski zvezni državi Radžastan. Verjame se, da je ena redkih »živih utrdb« na svetu (kot je Carcassonne v Franciji), saj skoraj ena četrtina prebivalstva starega mesta še vedno prebiva znotraj trdnjave. Večji del svoje 860-letne zgodovine je bila trdnjava mesto Džaisalmer. Prve naselbine zunaj obzidja trdnjave, da bi sprejele naraščajoče prebivalstvo Džaisalmerja, naj bi nastale v 17. stoletju.
Trdnjava Džaisalmer je druga najstarejša trdnjava v Radžastanu, ki jo je leta 1155 zgradil Raval (vladar) Džaisal, po katerem je dobila ime, in je stala na križišču pomembnih trgovskih poti (vključno s starodavno Svilno cesto).
Masivni zidovi iz rumenega peščenjaka so podnevi rjavo levje barve, ko sonce zaide, pa zbledijo do medeno zlate barve, s čimer zamaskirajo trdnjavo v rumeni puščavi. Zaradi tega je znana tudi kot Svarn Durg, Sonar Quila ali Tlata trdnjava. Ime Sonar Quila (bengalščina za zlato trdnjavo) so turisti popularizirali po slavnem istoimenskem bengalskem filmu, ki ga je v tej trdnjavi posnel eminentni režiser Satyajit Ray. Trdnjava stoji sredi peščenega prostranstva velike puščave Thar na hribu Trikuta, zato znana tudi kot Trikutgarh. Danes stoji ob južnem robu mesta, ki nosi njeno ime; njena prevladujoča lokacija na vrhu hriba omogoča, da so stolpi vidni več kilometrov naokoli.
Leta 2013 je bila na 37. zasedanju Odbora za svetovno dediščino v Phnom Penhu v Kambodži trdnjava Džaisalmer skupaj s petimi drugimi trdnjavami Radžastana vpisana na Unescov seznam svetovne dediščine v skupini Hill Forts of Rajasthan.

## Zgodovina
Legenda pravi, da je trdnjavo zgradil Raval Džaisal, Bhati Radžput, leta 1156. Zgodba pravi, da je nadomestila prejšnjo gradnjo v Lodhruvi, s katero Džaisal ni bil zadovoljen in tako je bila ustanovljena nova prestolnica, ko je Džaisal ustanovil mesto Džaisalmer.
Okoli leta 1299 n. št. se je Raval Džait Singh I. soočil z dolgim obleganjem Alaudina Khaldžija iz Delhijskega sultanata, ki naj bi ga izzval Bhatijev napad na njegovo karavano z zakladi. Ob koncu obleganja, soočene z gotovim porazom, so ženske Bhati Radžput izvedle džauhar, moški bojevniki pod poveljstvom Mularaje pa so dočakali svoj usodni konec v boju s sultanovimi silami. Nekaj let po uspešnem obleganju je trdnjava ostala pod oblastjo Delhijskega sultanata, preden so jo nazadnje ponovno zasedli nekateri preživeli Bhatiji.
Med vladavino Ravala Lunakarana, okoli 1530–1551, je trdnjavo napadel afganistanski poglavar Amir Ali. Ko se je Ravalu zdelo, da bije izgubljeno bitko, je poklal svoje ženske, saj ni bilo dovolj časa za pripravo džauharja. Tragično je, da so okrepitve prispele takoj po opravljenem dejanju in vojska Džaisalmerja je zmagala pri obrambi trdnjave.
Leta 1541 se je Raval Lunakaran boril tudi proti mogulskemu cesarju Humajunu, ko je slednji napadel trdnjavo na poti v Ajmer. Ponudil je tudi svojo hči v zakonu z Akbarjem. Moguli so trdnjavo nadzorovali do leta 1762.
Trdnjava je ostala pod nadzorom Mogulov do leta 1762, ko je nadzor prevzel Maharaval Mulradž.
Pogodba med Vzhodnoindijsko družbo in Mulrajem z dne 12. decembra 1818 je Mulraju omogočila ohranitev nadzora nad trdnjavo in zagotovila zaščito pred invazijo. Po smrti Mulradža leta 1820 je njegov vnuk Gaj Singh podedoval nadzor nad trdnjavo.
S prihodom britanske vladavine sta pojav pomorske trgovine in rast pristanišča Bombaj povzročila postopno gospodarsko nazadovanje Džaisalmerja. Po osamosvojitvi in razdelitvi Indije je bila starodavna trgovska pot popolnoma zaprta, s čimer je mesto trajno izgubilo svojo nekdanjo pomembno vlogo v mednarodni trgovini. Kljub temu se je stalni strateški pomen Džaisalmerja pokazal med vojnama leta 1965 in 1971 med Indijo in Pakistanom.
Čeprav mesto Džaisalmer ne služi več kot pomembno trgovsko mesto ali večja vojaška postojanka, lahko mesto še vedno služi prihodke kot glavna turistična destinacija. Sprva je celotno prebivalstvo Džaisalmerja živelo znotraj trdnjave, danes pa v stari trdnjavi še vedno živi približno 4000 ljudi, ki so večinoma potomci brahmanskih in radžputskih skupnosti. Ti dve skupnosti sta nekoč služili kot delovna sila za nekdanje Bhati vladarje trdnjave, ki je nato delavcem omogočila bivanje na vrhu hriba in znotraj obzidja. S počasnim naraščanjem prebivalstva na tem območju se je veliko prebivalcev mesta postopoma preselilo ob vznožje hriba Trikuta. Od tam se je mestno prebivalstvo v veliki meri razširilo čez staro obzidje in v sosednjo dolino pod njim.

## Arhitektura
Trdnjava je dolga 460 m in široka 230 m in je zgrajena na hribu, ki se dviga na višini 76 m nad okoliško pokrajino. Osnova trdnjave je 4,6 m visok zid, ki tvori skrajni obroč znotraj njene obrambne arhitekture s tremi obroči. Zgornji bastijoni ali stolpi tvorijo obrambni notranji obzidni obod, ki je dolg približno 4,0 km. Trdnjava zdaj vključuje 99 bastijonov, od katerih jih je bilo 92 zgrajenih ali bistveno prezidanih v obdobju 1633–47. Ima tudi štiri utrjene vhode oziroma vrata z mestne strani, od katerih so bila ena nekoč varovana s topom.
Druge zanimivosti znotraj obzidja in okolice trdnjave so:
- Štirje ogromni prehodi, skozi katere morajo obiskovalci trdnjave, ki so skupaj z glavnim pristopom do citadele.
- Palača Radž Mahal, nekdanja rezidenca Maharavala iz Džaisalmerja.

- Džainistični templji: znotraj trdnjave je 7 džainističnih templjev, zgrajenih iz rumenega peščenjaka med 12. in 16. stoletjem.[7][8] Askaran Čopra iz Merte je zgradil ogromen tempelj, posvečen Sambhavanathu. Tempelj ima več kot 600 idolov s številnimi starimi spisi.[9] Čopra Pančadži je znotraj trdnjave zgradil tempelj Aštapadh.[10]
- Tempelj Lašminath je posvečen čaščenju bogov Lakšmi in Višnuja.

- Številni trgovci Haveli. To so velike hiše, ki so jih pogosto zgradili bogati trgovci v radžastanskih mestih in mestih v severni Indiji, z okrašenimi rezbarijami iz peščenjaka. Nekateri haveliji so stari več sto let. V Džaisalmerju je veliko dovršenih havelijev, izklesanih iz rumenega peščenjaka. Nekateri od njih imajo veliko nadstropij in nešteto sob z okrašenimi okni, oboki, vrati in balkoni. Nekateri haveliji so danes muzeji, vendar v večini DŽaisalmerja še vedno živijo družine, ki so jih zgradile. Med njimi je Vjas haveli, ki je bil zgrajen v 15. stoletju in ga še vedno zasedajo potomci prvotnih graditeljev. Drug primer je palača Šree Nath, v kateri je nekoč živel predsednik vlade Džaisalmerja. Nekatera vrata in stropi so opazni primeri starega izrezljanega lesa izpred več sto let.

- Nathmal Haveli[11] je ikonični spomenik trdnjave Džaisalmer. Zgrajena je iz rumenega peščenega kamna, ki se pod soncem sveti kot zlato. Haveli je dobil ime po Nathmalu, takratnem premierju na dvoru v Džaisalmerju.[12] Zgradila sta ga dva brata Lulu in Hathi hkrati iz različnih segmentov. Iz tega razloga stavba nima simetrije, vendar je odlična umetnina in okrašena arhitektura. Ti arhitekti so pustili svoj podpis na podstavku stavbe kot rezbarijo radžputanskega bojevnika na slonu. Stavba je značilno označena z dvema slonoma na obeh straneh. Stavba je mešanica islamskega in radžputanskega stila arhitekture.

Trdnjava ima domiseln drenažni sistem, imenovan ghut nali, ki omogoča enostavno odvajanje deževnice stran od trdnjave v vse štiri smeri trdnjave. Z leti so naključne gradnje in gradnja novih cest močno zmanjšale njegovo učinkovitost.

## Kultura
Trdnjava ima številne restavracije, vključno z italijansko, francosko in domačo kuhinjo. Slavni indijski filmski režiser Satyajit Ray je napisal Sonar Kella (Zlata trdnjava), detektivski roman, ki temelji na trdnjavi in ga je kasneje tu tudi posnel. Film je postal klasika in veliko število turistov iz Bengalije in vsega sveta vsako leto obišče trdnjavo, da bi sami izkusili svet, ki ga je Ray upodobil v filmu. Šest trdnjav Radžastana, in sicer trdnjava Amber, trdnjava Čitor, trdnjava Gagron, trdnjava Džaisalmer, trdnjava Kumbhalgarh in trdnjava Ranthambore, je bilo vključenih na Unescov seznam svetovne dediščine med 37. srečanjem Odbora za svetovno dediščino v Phnom Penhu junija 2013. Bile so priznana kot serijska kulturna lastnina in primeri Radžputske vojaške hribovite arhitekture.

## Obnova
Trdnjava Džžaisalmer se danes sooča z mnogimi grožnjami, ki so posledica vse večjega pritiska prebivalstva nanjo. Pronicanje vode, neustrezna mestna oprema, zapuščene hiše in potresna dejavnost okoli hriba Trikuta so nekatere od glavnih težav, ki vplivajo na trdnjavo. Za razliko od večine drugih je bila trdnjava Džaisalmer zgrajena na vznožju šibke sedimentne kamnine, zaradi česar so njeni temelji še posebej občutljivi na pronicanje. Z leti je to privedlo do propada pomembnih delov trdnjave, kot sta Kraljičina palača ali Rani Ka Mahal in deli zunanjega mejnega zidu ter nižjih nagibnih sten.
Svetovni sklad za spomenike je trdnjavo vključil v svoj svetovni nadzor spomenikov iz leta 1996 in ponovno v poročila iz let 1998 in 2000 zaradi groženj, ki jih je zanjo predstavljalo povečanje njenega prebivalstva in vse večjega števila turistov, ki jo vsako leto obiščejo. Trdnjava je ena izmed najbolj priljubljenih turističnih znamenitosti Radžastana, saj jo letno obišče od petsto do šeststo tisoč turistov. Posledično je prežeto s komercialnimi dejavnostmi in je doživelo izjemno rast prometa ljudi in vozil.
Svetovni sklad za spomenike in britanska dobrodelna organizacija Džaisalmer in Džeopardi sta opravila velika obnovitvena dela. Po mnenju nekdanjega predsednika INTACH S.K. Misra, je American Express zagotovil več kot milijon dolarjev za ohranitev trdnjave Džaisalmer. Odsotnost usklajenega delovanja med različnimi vladnimi oddelki, odgovornimi za javne dobrine, lokalno občino in arheološkim zavodom, ki je odgovoren za vzdrževanje trdnjave, je velika ovira pri njenem vzdrževanju in obnovi.

## Galerija
- Palace in the fort
- Cannon at Jaisalmer Fort
- Evening view of Jaisalmer Fort
- Walls and the city
- Fort entrance
- Fort Palace - Jaisalmer Fort
- Hierarchy
- Jaisalmer Fort and City
- Jaisalmer Citadel
- Carvings in the fort
- Haveli art
- Narrow alleys of Jaisalmer fort. Intricate designs in Yellow sandstone
- Puppets on sale in the narrow alleys of Jaisalmer Fort
- Street Market inside Jaisalmer Fort
- NathmalJi Haveli Elephant carving high relief
- Nathmalji Haveli Elephant carvings in low relief